# Jessica Salazar
Jessica Salazar Gonzalez agora conhecida como Yessica Salazar (28 de dezembro de 1974, Guadalajara, México) é uma atriz e modelo mexicana.

## Carreira
Jessica competiu no concurso Nuestra Belleza México e obteve o título de Miss Mundo México. Ela representou o seu país em 1996 no Miss Mundo, colocando-se entre os semi-finalistas de Bangalore, Índia em 22 de novembro de 1996. Durante o concurso, Jessica também foi premiado com o tittle de Miss Espectacular Beach Wear. depois desses acontecidos, Ela começou sua carreira como atriz, fazendo sua estréia na telenovela mexicana La usurpadora.

## Trabalhos Na Tv

### Telenovelas
- Quiero amarte (2013-2014) como Carolina Rivera
- Corazón indomable (2013) como Délia
- Esperanza del corazón (2011-2012) como Regina Ferreria
- La Fuerza del Destino (2011) como Juliette
- Camaleones (2009/2010) como Catalina de Saavedra
- Verano de Amor (2009) como Giovanna Reyes
- Heridas de Amor (2006) como Marisol
- Rebelde (2004) como Valeria Olivier
- Classe 406 (2002/2003) como Brenda de San Pedro
- Tu historia de amor (2003) como Sara
- El juego de la vida (2001) como Carola Lizardi
- La Intrusa (2001) Como Thania Rivadeneyra
- Mujer bonita (2001) como Nelly Claudia Ortega
- Mi destino eres tú (2000) como Mrs. Lulu
- DKDA: Sueños de juventud (2000) como Christy
- Tres mujeres (1999) como Esther
- Rosalinda (1999) como Pamela Iturbide
- Cuento de Navidad (1999) como Fabiola
- Serafim (1999) como Marcela Fernandez
- La usurpadora (1998) como  Isabel Vidal

### Séries
- La rosa de Guadalupe (2008) ....Teresa

### Filmes
- Como tú me has deseado (2005)